# Jiří I. Saský

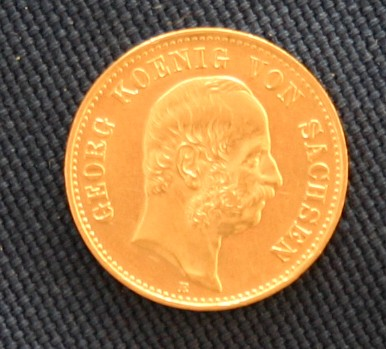
Zlatá dvacetimarka z roku 1903 s podobiznou Jiřího I. Saského

Jiří I. Saský (celým jménem Bedřich August Jiří Ludvík Vilém Maxmilián Karel Maria Nepomuk Křtitel Xaver Cyriacus Romanus Saský; 8. srpna 1832 Drážďany – 15. října 1904, Pillnitz) byl v letech 1902 až 1904 králem saským z dynastie albertinských Wettinovců.

## Životopis

### Původ a mládí
Jiří se narodil jako třetí syn (páté dítě) z devíti potomků vévody Jana Saského a jeho manželky Amálie Augusty Bavorské.
Ve školním roce 1849/1850 navštěvoval necelých šest měsíců přednášky na Univerzitě v Bonnu. Od roku 1855 až do svého nástupu na trůn byl předsedou Saské společnosti (Sächsisch Altertumsverein), která se věnovala památkové péči

### Voják
V prusko-rakouské válce v roce 1866 velel Jiří 1. jezdecké brigádě saské armády. V letech 1870-1871 se účastnil prusko-francouzské války, v ní velel 1. pěchotní divizi č. 23 a od 17. srpna roku 1870 převzal od svého bratra Alberta velení nad celou XII. (I. královskou saskou) armádou. Velení nad tímto korpusem měl až do 29. března roku 1900. Princ Jiří zastupoval Sasko při provolání Viléma I. Pruského německým císařem 18. ledna roku 1871 ve Versailles. V roce 1888 byl jako druhý Sas jmenován polním maršálem Německé říše.

### Korunní princ a král
Po smrti svého otce 29. října roku 1873 se stal korunním princem, neboť jeho nejstarší bratr Albert, který nastoupil na saský trůn, neměl potomky a jeho druhý starší bratr Fridrich August Ernst zemřel jako šestnáctiletý již v roce 1847. Když pak Albert 19. června roku 1902 zemřel, stal se Jiří ve svých sedmdesáti letech saským králem jako Jiří I. Saský; panoval však pouze dva roky. Byl velmi nepopulární, neboť se nevzdal trůnu ve prospěch svého syna Fridricha Augusta.
Zemřel 15. října roku 1904 v důsledku těžkého průběhu onemocnění chřipkou. Jeho nástupcem na saském trůnu se stal jeho nejstarší syn Fridrich August, který byl posledním saským králem, neboť v roce 1918 byla monarchie vystřídána republikou.

## Manželství, potomci
Dne 11. května 1859 se v lisabonském Belému oženil s portugalskou princeznou Marií Annou, s níž měl osm dětí:
- 1. Marie Johana (19. 6. 1860 Drážďany – 2. 3. 1861 tamtéž)[3]
- 2. Alžběta Albertina (14. 2. 1862 Drážďany – 18. 5. 1863 tamtéž)[4]
- 3. Matylda (19. 3. 1863 Drážďany – 27. 3. 1933 tamtéž), svobodná a bezdětná[5]
- 4. Fridrich August (25. 5. 1865 Drážďany – 18. 2. 1932 Szczodre), poslední saský král v letech 1904–1918[6]
⚭ 1891 Luisa Toskánská (2. 9. 1870 Salcburk – 23. 3. 1947 Brusel)[7] manželství rozvedeno roku 1903
- 5. Marie Josefa Luisa (31. 5. 1867 Drážďany – 28. 5. 1944 Erlangen)[8]
⚭ 1886 Ota František Josef Rakouský (21. 4. 1865 Štýrský Hradec – 1. 11. 1906 Vídeň)[9]
- 6. Jan Jiří (10. 7. 1869 Drážďany – 24. 11. 1938 Altshausen), vévoda saský[10]

I. ⚭ 1894 Marie Isabella Württemberská (30. 8. 1871 Orth an der Donau – 24. 5. 1904 Drážďany)
II. ⚭ 1906 Marie Imakuláta Neapolsko-Sicilská (30. 10. 1874 Cannes – 28. 11. 1947 Muri)
- 7. Maxmilián Vilém August (17. 11. 1870 Drážďany – 12. 1. 1951 Fribourg), vévoda saský, pastor v kostele v Norimberku, profesor kanonického práva na Freiburské univerzitě[13]
- 8. Albert Karel Antonín (25. 2. 1875 Drážďany – 16. 9. 1900 Wölkau), vévoda saský, tragicky zahynul při dopravní nehodě, svobodný a bezdětný[14]

## Vývod z předků
|               |                                       |  |                                     |                                      |  |  |  |  |  |  |  | August III. Polský |
|               |                                       |  |                                     |                                      |  |  |  |  |  |  |  |                    |
|               | Fridrich Kristián Saský               |  |                                     |                                      |  |  |  |  |  |  |  |                    |
|               |                                       |  |                                     |                                      |  |  |  |  |  |  |  |                    |
|               |                                       |  |                                     | Marie Josefa Habsburská              |  |  |  |  |  |  |  |                    |
|               |                                       |  |                                     |                                      |  |  |  |  |  |  |  |                    |
|               | Maximilián Saský                      |  |                                     |                                      |  |  |  |  |  |  |  |                    |
|               |                                       |  |                                     |                                      |  |  |  |  |  |  |  |                    |
|               |                                       |  |                                     | Karel VII. Bavorský                  |  |  |  |  |  |  |  |                    |
|               |                                       |  |                                     |                                      |  |  |  |  |  |  |  |                    |
|               | Marie Antonie Bavorská                |  |                                     |                                      |  |  |  |  |  |  |  |                    |
|               |                                       |  |                                     |                                      |  |  |  |  |  |  |  |                    |
|               |                                       |  |                                     | Marie Amálie Habsburská              |  |  |  |  |  |  |  |                    |
|               |                                       |  |                                     |                                      |  |  |  |  |  |  |  |                    |
|               | Jan I. Saský                          |  |                                     |                                      |  |  |  |  |  |  |  |                    |
|               |                                       |  |                                     |                                      |  |  |  |  |  |  |  |                    |
|               |                                       |  |                                     | Filip Parmský                        |  |  |  |  |  |  |  |                    |
|               |                                       |  |                                     |                                      |  |  |  |  |  |  |  |                    |
|               | Ferdinand Parmský                     |  |                                     |                                      |  |  |  |  |  |  |  |                    |
|               |                                       |  |                                     |                                      |  |  |  |  |  |  |  |                    |
|               |                                       |  |                                     | Luisa Alžběta Francouzská            |  |  |  |  |  |  |  |                    |
|               |                                       |  |                                     |                                      |  |  |  |  |  |  |  |                    |
|               | Karolína Marie Tereza Parmská         |  |                                     |                                      |  |  |  |  |  |  |  |                    |
|               |                                       |  |                                     |                                      |  |  |  |  |  |  |  |                    |
|               |                                       |  |                                     | František I. Štěpán Lotrinský        |  |  |  |  |  |  |  |                    |
|               |                                       |  |                                     |                                      |  |  |  |  |  |  |  |                    |
|               | Marie Amálie Habsbursko-Lotrinská     |  |                                     |                                      |  |  |  |  |  |  |  |                    |
|               |                                       |  |                                     |                                      |  |  |  |  |  |  |  |                    |
|               |                                       |  |                                     | Marie Terezie                        |  |  |  |  |  |  |  |                    |
|               |                                       |  |                                     |                                      |  |  |  |  |  |  |  |                    |
| Jiří I. Saský |                                       |  |                                     |                                      |  |  |  |  |  |  |  |                    |
|               |                                       |  |                                     |                                      |  |  |  |  |  |  |  |                    |
|               |                                       |  | Kristián III. Falcko-Zweibrückenský |                                      |  |  |  |  |  |  |  |                    |
|               |                                       |  |                                     |                                      |  |  |  |  |  |  |  |                    |
|               | Fridrich Michal Falcko-Zweibrückenský |  |                                     |                                      |  |  |  |  |  |  |  |                    |
|               |                                       |  |                                     |                                      |  |  |  |  |  |  |  |                    |
|               |                                       |  |                                     | Karolína Nasavsko-Saarbrückenská     |  |  |  |  |  |  |  |                    |
|               |                                       |  |                                     |                                      |  |  |  |  |  |  |  |                    |
|               | Maxmilián I. Josef Bavorský           |  |                                     |                                      |  |  |  |  |  |  |  |                    |
|               |                                       |  |                                     |                                      |  |  |  |  |  |  |  |                    |
|               |                                       |  |                                     | Josef Karel Falcko-Sulzbašský        |  |  |  |  |  |  |  |                    |
|               |                                       |  |                                     |                                      |  |  |  |  |  |  |  |                    |
|               | Marie Františka Falcko-Sulzbašská     |  |                                     |                                      |  |  |  |  |  |  |  |                    |
|               |                                       |  |                                     |                                      |  |  |  |  |  |  |  |                    |
|               |                                       |  |                                     | Alžběta Augusta Falcko-Neuburská     |  |  |  |  |  |  |  |                    |
|               |                                       |  |                                     |                                      |  |  |  |  |  |  |  |                    |
|               | Amálie Augusta Bavorská               |  |                                     |                                      |  |  |  |  |  |  |  |                    |
|               |                                       |  |                                     |                                      |  |  |  |  |  |  |  |                    |
|               |                                       |  |                                     | Karel Fridrich Bádenský              |  |  |  |  |  |  |  |                    |
|               |                                       |  |                                     |                                      |  |  |  |  |  |  |  |                    |
|               | Karel Ludvík Bádenský                 |  |                                     |                                      |  |  |  |  |  |  |  |                    |
|               |                                       |  |                                     |                                      |  |  |  |  |  |  |  |                    |
|               |                                       |  |                                     | Karolína Luisa Hesensko-Darmstadtská |  |  |  |  |  |  |  |                    |
|               |                                       |  |                                     |                                      |  |  |  |  |  |  |  |                    |
|               | Karolína Frederika Vilemína Bádenská  |  |                                     |                                      |  |  |  |  |  |  |  |                    |
|               |                                       |  |                                     |                                      |  |  |  |  |  |  |  |                    |
|               |                                       |  |                                     | Ludvík IX. Hesensko-Darmstadtský     |  |  |  |  |  |  |  |                    |
|               |                                       |  |                                     |                                      |  |  |  |  |  |  |  |                    |
|               | Amálie Hesensko-Darmstadtská          |  |                                     |                                      |  |  |  |  |  |  |  |                    |
|               |                                       |  |                                     |                                      |  |  |  |  |  |  |  |                    |
|               |                                       |  |                                     | Karolína Falcko-Zweibrückenská       |  |  |  |  |  |  |  |                    |
|               |                                       |  |                                     |                                      |  |  |  |  |  |  |  |                    |